# 特雷德韦尔农场历史区
40°45′48″N 73°57′59″W / 40.763462°N 73.966359°W

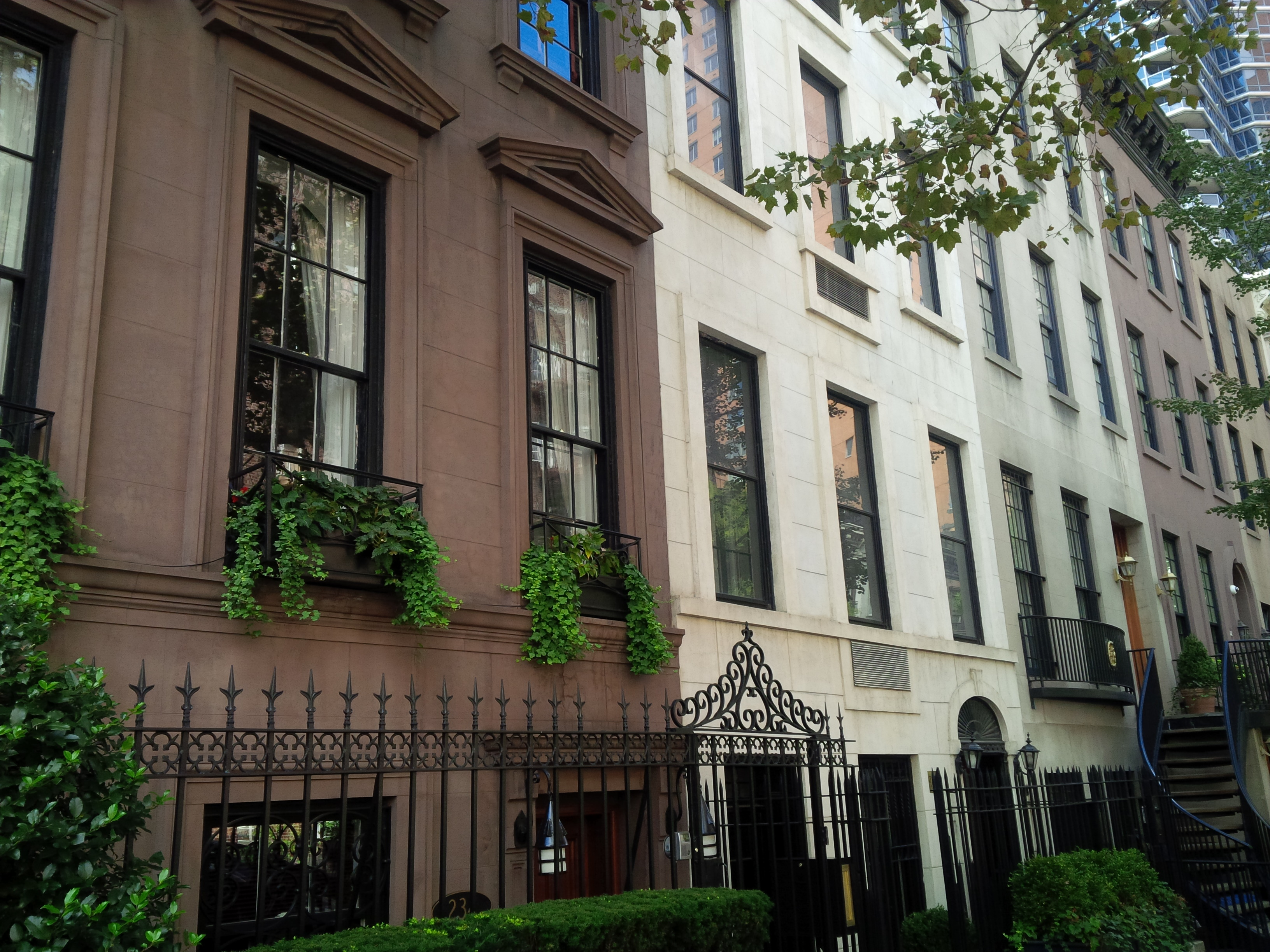
东61街23-234号

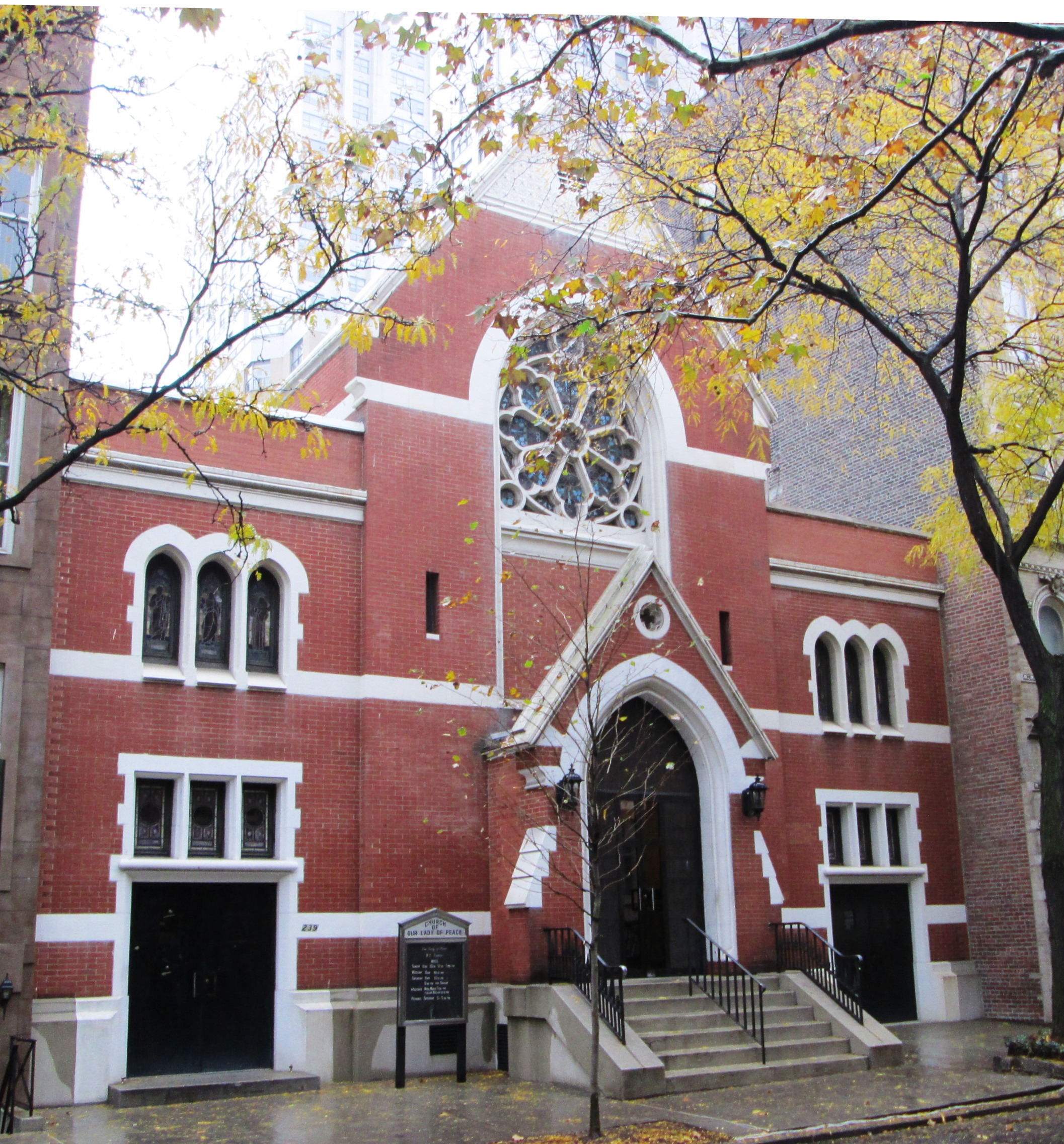
和平之后堂

特雷德韦尔农场历史区（Treadwell Farm Historic District）是一个小型的美国历史区，位于纽约市曼哈顿上东城，包括第二大道与第三大道之间的东61街和东62街。
特雷德韦尔农场历史区由纽约市地标保护委员会划定于1967年12月13日，是该市最早的历史区之一， 主要是19世纪中后期建造的三层或四层褐石住宅。这里有天主教和平之后堂（原为长老会救赎主堂）、浸信会三一堂和几座世纪之交的公寓楼，以房屋高度和建筑风格的统一性，以及邻里的整体特色和魅力而著称。
特雷德韦尔农场得名于当时拥有土地的特雷德韦尔家族 。在殖民时期，该产业是彼得普拉范赞特农场的一部分。1815年，毛皮商人亚当 特雷德韦尔和Thorne合买了花了13,000美元购买了这片24英亩的土地。 1830年Thorne去世时，特雷德韦尔买下了属于他的另一半土地。1852年特雷德韦尔去世后，他的女儿伊丽莎白又买下了比克曼产业， 随后从1854年开始分为许多小块出售，用于开发。到1868年，合同规定了对于建筑物高度、宽度以及建筑类型的限制。
特雷德韦尔农场主要开发于1868–76年，主要是带有第二帝国风格的意大利式联排别墅建筑。 长老会救赎主堂现在是天主教和平之后堂，建于1886年至1887年，东62街245-247号的六层公寓楼建于1899年至1900年。。
在该地区设计建筑的著名建筑师包括Richard Morris Hunt、Samuel A. Warner、James W. Pirrson和George F. Pelham。
在20世纪20年代，从1919年到1922年，该地区的大部分建筑物都发生了重大变化。拆除了许多门廊，建筑细节简化。1930年，在东61街250号建造了由Martin G. Hedmark设计的斯堪的纳维亚现代风格的教堂。

## 名人
到19世纪末，特雷德韦尔农场一度有所恶化，但富裕的纽约人在第一次世界大战之后的几十年中重新发现了它， 该地区的居民包括沃尔特·李普曼、金·露華、蒙哥馬利·克利夫特、埃莉诺·罗斯福和保羅·葛里克。